# Llac Waiau
El llac Waiau és un llac alpí situat a 3,970 m (13,020 ft) sobre el nivell del mar al Mauna Kea, a l'illa de Hawaii. És probablement un dels llacs més alts dels Estats Units, després de l'evaporació del llac Ka Wai o Pele el 2018, l'únic llac de l'illa de Hawaii, i un dels molt pocs llacs de l'estat de Hawaii. És relativament petita, només té uns 100 m de llargada i varia de mida a mesura que el nivell de l'aigua puja i baixa. A nivells alts d'aigua apareix un petit corrent de sortida a l'extrem nord-oest, però l'aigua s'acaba filtrant a través de la terra després d'una curta distància. El nom significa "aigua giratòria" en hawaià, tot i que sol ser bastant plàcid. Generalment es congela a l'hivern, però es poden trobar insectes aquàtics com les lleres i els escarabats, que es reprodueixen a l'aigua.

## Descripció
El llac Waiau es troba dins del con de cendres de Pu'u Waiau a una altitud de 3970 m. Té aproximadament forma de cor i el seu diàmetre arriba a uns 100 m. La superfície mitjana del llac és d'uns 6.000 m². La mida de la seva superfície oscil·la significativament al llarg de l'any. Assoleix el punt àlgid durant la primavera amb una profunditat màxima entre 2 i 2,5 m, i al final de l'estiu sovint s'ha reduït fins a un terç de la seva mida original, amb una profunditat màxima per sota d'1 m. Un desembassament al barranc de Pohakuloa es produeix quan la profunditat del llac supera els 2,3 m. El llac només s'alimenta de les precipitacions que es produeixen principalment durant l'hivern; la seva àrea de captació és d'uns 135.000 m² situats majoritàriament dins del con de cendres de Pu'u Waiau.
El llac és una anomalia a la regió del pic del Mauna Kea, ja que en qualsevol altre lloc el terreny és incapaç de retenir aigua. Es desconeix encara la naturalesa exacta de la impermeable capa de terra del llac. Se suposa que poden tenir un paper important la cendra densa, la roca basàltica una capa petita de permafrost. De moment no s'ha establert cap capa de permafrost per a la pròpia zona del llac, però es va trobar en un altre lloc de la zona del pic. No obstant això, s'estableix una capa de sediment de 7,5 m de gruix a la part inferior del llac.

## Retracció temporal del 2010 al 2014
Entre el 2010 i el 2013, el llac es va reduir significativament, i al setembre de 2013 el llac es va reduir a una mera bassa que tenia menys del 2% de la seva superfície original. Es desconeixen les causes exactes de la pèrdua d'aigua. Els sospitosos són condicions de sequera i el desgel d'una suposada capa de permafrost sota el llac provocant un augment de filtració. No obstant això, després de l'hivern especialment humit del 2013/2014, el llac va tornar al voltant del 75% de la seva mida original al maig del 2014, i va tornar a la seva mida normal. Per tant, actualment se suposa que el principal motiu de la pèrdua d'aigua van ser les condicions de sequera al Mauna Kea del 2010 al 2013.

## Mitologia
El llac té certa importància en la mitologia hawaiana. A part de Poliʻahu, hi ha dues divinitats addicionals de la neu, Lilinoe i Waiau, que estan associades al Mauna Kea, i segons Westervelt, el llac va ser anomenat probablement amb la deessa de la mateixa, que solia banyar-se en ell. Originalment els hawaians consideraven tota la regió del pic del Mauna Kea, inclòs el llac Waiau, un lloc sagrat, i només podien accedir-hi capellans i caps. Més tard, després de la formació del regne hawaià, la regió punta va ser visitada ocasionalment per membres de la família reial. L'última a fer-ho va ser la reina Emma el 1881, que també es va banyar al llac durant la seva visita.

## Galeria

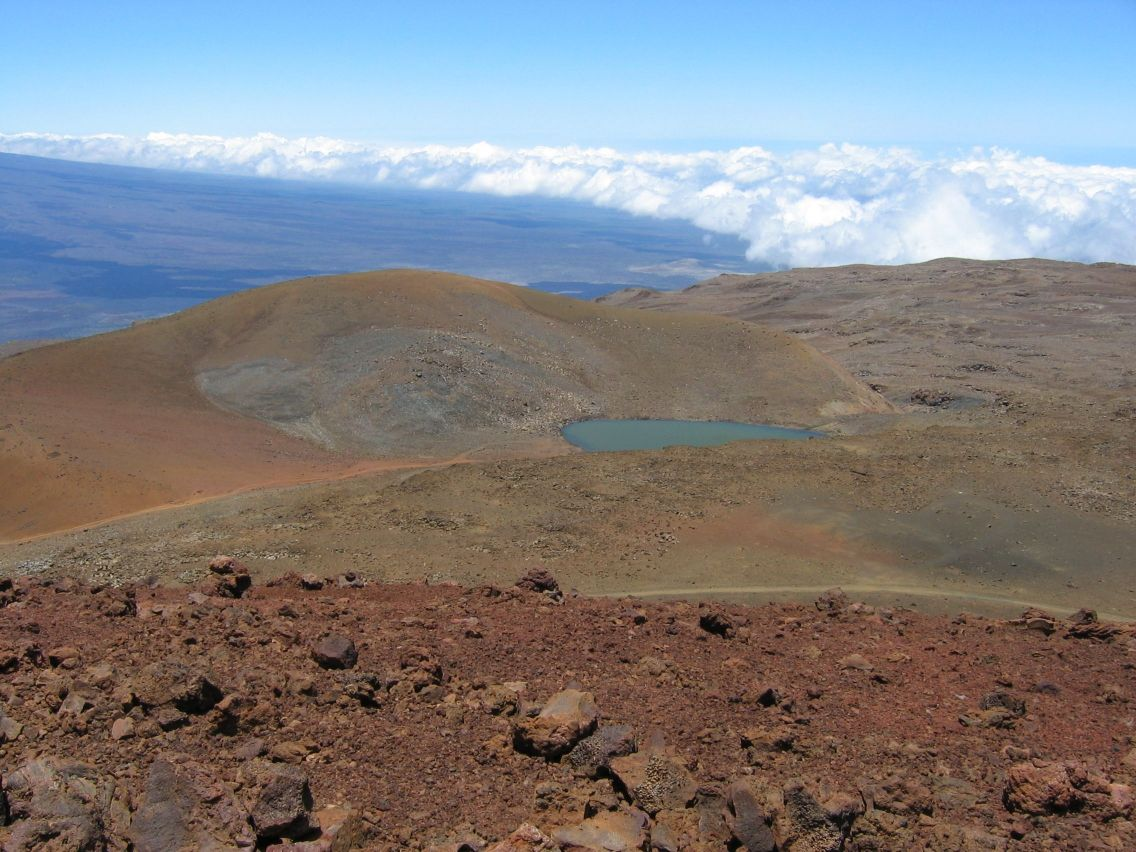
Llac Waiau vist des de dalt.
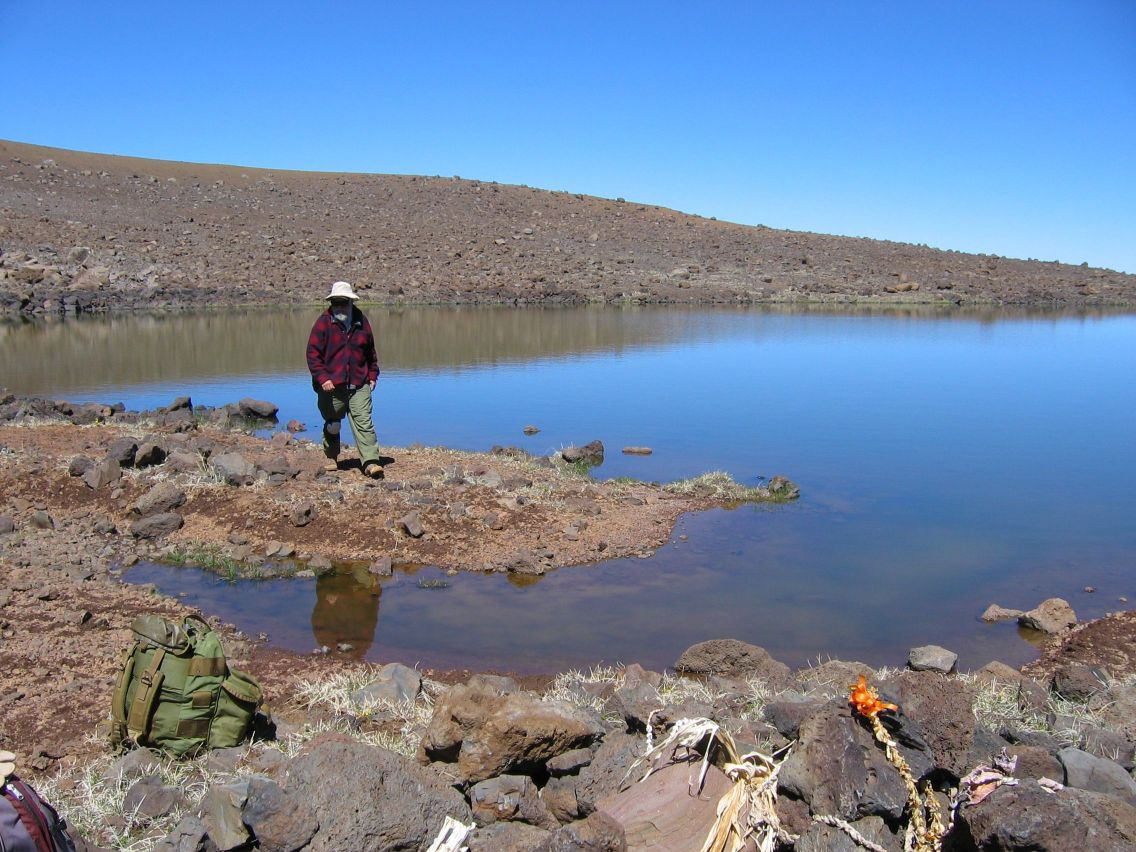
Amb una persona com a escala.
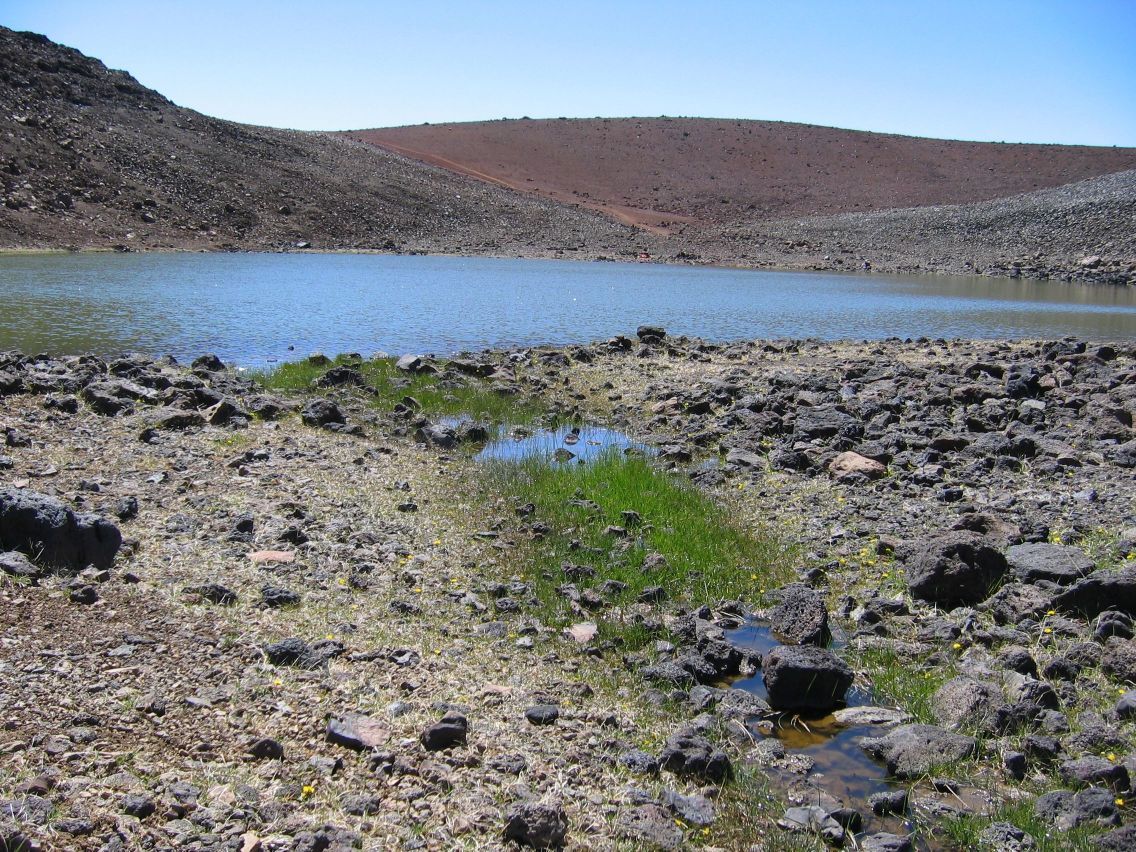
Torrent de sortida.
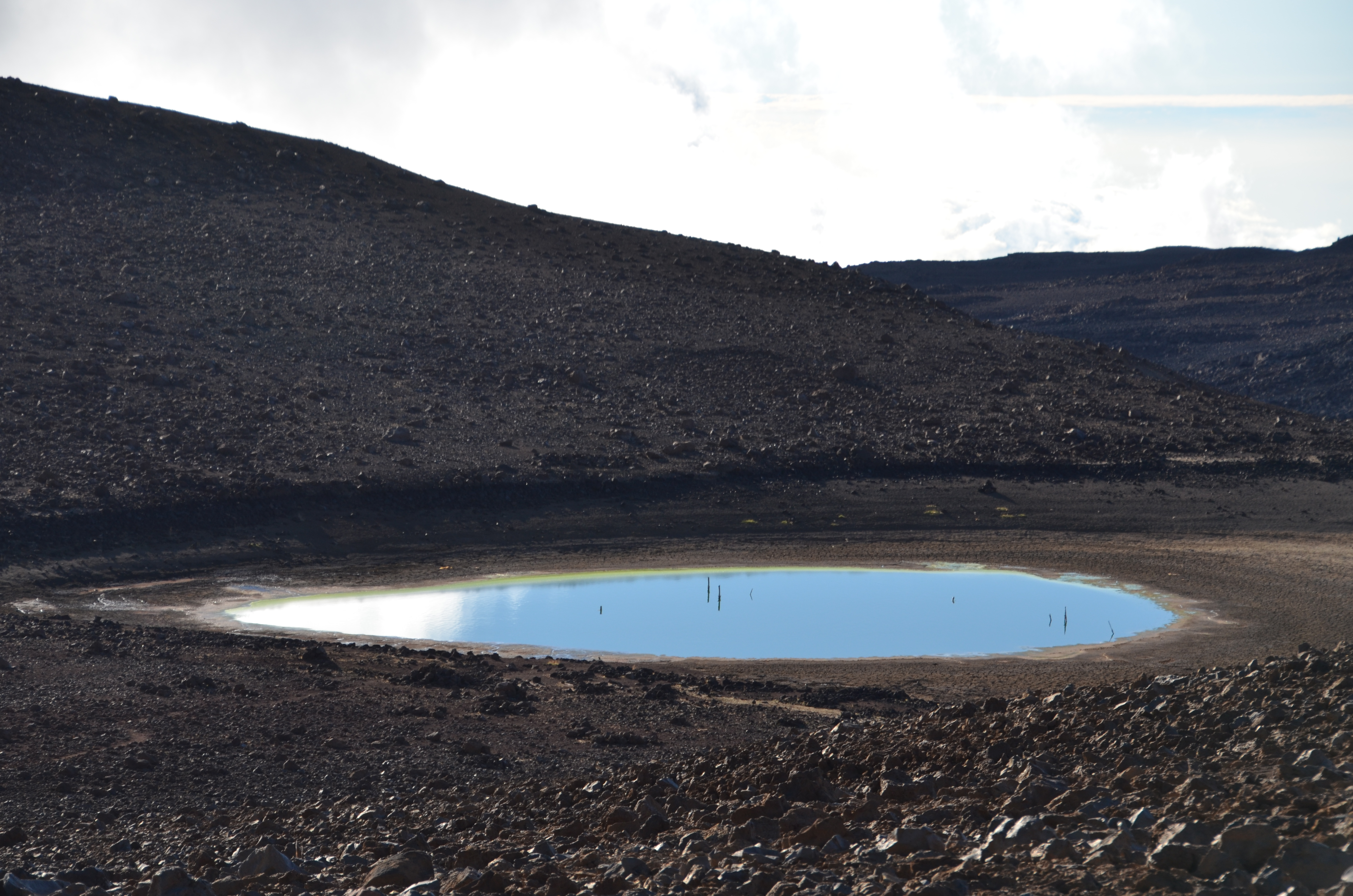
Llac Waiau el octubre del 2012.
Llac el 26 de maig de 2019.